# Harpo Studios
A Harpo Studios é uma corporação cinematográfica estadunidense fundada pela apresentadora Oprah Winfrey. Também inclui a Harpo Films e a Harpo Radio, Inc. É sediada em Chicago, Illinois, no local aberto em 1980 para reprduzir o seu primeiro programa The Oprah Winfrey Show.
No final de 2008, a Harpo Films assinou um acordo de transferência com o HBO. Antes a Harpo já havia fechado um contrato com o grupo ABC.

## Canal de TV
Em 1 de janeiro de 2011 foi lançado em parceria com a Discovery Communications o OWN (Oprah Winfrey Network)